# Darío Hernán Drudi
Darío Hernán Drudi, conocido como Darío Drudi (23 de abril de 1987), es un ojeador y director deportivo argentino. Actualmente ejerce como ojeador jefe en la U.D. Almería de España.

## Carrera
Darío Drudi vivió en España desde los 15 años. A los 16 años se unió el equipo juvenil del C.F. Gandía en Valencia. Más tarde decidió centrarse en empezar su carrera como entrenador. Comenzó su carrera en la escuela deportiva del Villarreal C.F. como segundo entrenador, trabajando allí desde el año 2011 hasta junio de 2016. Durante su etapa en el Villarreal C.F. fue parte del cuerpo técnico de Marcelino García Toral.
En julio del año 2016, firmó un contrato con el F.C. Zirka Kropyvnytskyi de la Premier League ucraniana, asumiendo el puesto de entrenador del equipo filial. En agosto de 2016, el entrenador del primer equipo, Serhiy Lavrynenko dejó F.C. Zirka Kropyvnytskyi, siendo nombrado Darío Drudi el día 18 de agosto de 2016 como entrenador interino del club ucraniano. Estuvo trabajando en el club hasta el 15 de noviembre de 2016.
El 2 de agosto de 2019 Turki Al-Sheikh se convertía en propietario y presidente de la U.D. Almería de España, reorganizando el organigrama del conjunto almeriensista y nombrando a Darío Drudi ojeador jefe, reemplazando a Ibán Andrés en dicho puesto.